# Memorial Hubert Wagner 2013
Il XI Memorial Hubert Wagner si è svolto dal 6 all'8 settembre 2013 a Płock, in Polonia. Al torneo hanno partecipato 4 squadre nazionali e la vittoria finale è andata per la quinta volta, la seconda consecutiva, alla Polonia.

## Classifica finale
| Pos | Squadra     | Rosa |
| --- | ----------- | --- |
|     | Polonia     | Formazione: 1 Nowakowski, 2 Winiarski, 5 Włodarczyk, 6 Kurek, 7 Jarosz, 8 Wrona, 10 Wiśniewski, 11 Drzyzga, 13 Kubiak, 14 Ruciak, 15 Żygadło, 18 Możdżonek, 21 Wojtaszek, 22 Bociek, CT: Anastasi           |
|     | Russia      | Formazione: 2 Makarov, 3 Apalikov, 5 Grankin, 6 Sivoželez, 7 Pavlov, 8 Birjukov, 9 Spiridonov, 11 Aščev, 13 Muserskij, 14 Vol'vič, 15 Il'inych, 16 Verbov, 17 Michajlov, 20 Ermakov, 21 Žilin, CT: Voronkov |
|     | Paesi Bassi | Formazione: 1 Abdel-Aziz, 2 Freriks, 4 ter Horst, 5 Maan, 7 Jorna, 8 van Bemmelen, 10 Rauwerdink, 12 Kooistra, 13 van Garderen, 14 Klapwijk, 15 Koelewijn, 16 Overbeeke, 17 Bontje, 18 Andringa, CT: Benne  |
| 4   | Germania    | |